# Faded (Kate DeAraugo)
Faded è una canzone di Kate DeAraugo del 2006, riproposta nel 2008 come cover dal gruppo dance tedesco Cascada, che l'ha inserita nella versione deluxe dell'album Perfect Day!. Negli Stati Uniti, il brano fu pubblicato il 5 agosto 2008, mentre il CD singolo fu reso disponibile il 26 agosto.
Nonostante la canzone non abbia raggiunto altissimi risultati di vendita, Faded risulta al 55º posto della classifica Z100 Top 100 Songs 2008 della radio Z100 di New York.
Nel 2010 fu pubblicato in formato digitale anche in Europa.

## Tracce
Stati Uniti
1. Faded - 2:50
2. Faded (Dave Ramone Electro Club Edit) — 2:57
3. Faded (Wideboys Electro Radio Edit) — 2.36
4. Faded (Dave Ramone Pop Radio Mix) — 2:54
5. Faded (Album Extended Version) — 4:26
6. Faded (Dave Ramone Electro Club Extended) — 6:25
7. Faded (Wideboys Electro Club Mix) — 6:07
8. Faded (Dave Ramone Pop Extended Mix) — 5:51
9. Faded (Lior Magal Remix) — 5:27
10. Faded (Giuseppe D's Dark Fader Club Mix) — 7:20

Europa
1. Faded - 2:47
2. Faded (Wideboys Radio Edit) — 2:36
3. Faded (Extended Mix) — 4:24
4. Faded (Dave Ramone Remix) — 5.48

Francia
1. "Faded" (Wideboys Miami House Mix) - 6:04
2. Faded (Wideboys Electro Club Mix) — 6:04

## Classifiche
| Classifica                                  | Posizione raggiunta |
| ------------------------------------------- | ------------------- |
| Repubblica Ceca                             | 49                  |
| Stati Uniti (Billboard Global Dance Tracks) | 38                  |
| Stati Uniti (Billboard Hot Dance Airplay)   | 7                   |
| Stati Uniti (Billboard Pop 100)             | 68                  |

### Classifiche di fine anno
| Classifica                        | Posizione |
| --------------------------------- | --------- |
| Stati Uniti (Z100 Top Songs 2008) | 55        |

## Pubblicazione
| Paese       | Data            |
| ----------- | --------------- |
| Stati Uniti | 26 agosto 2010  |
| Francia     | 27 ottobre 2008 |
| Germania    | 9 marzo 2010    |